# پردیس لبنیات
پردیس لبنیات یک مزرعه آزمایشی و مرکز تحقیقات علمی و آموزش عملی در زمینه تولید شیر واقع در مرکز استان فریزلند در هلند است، در سال 2011 تصمیم به راه اندازی این مرکز گرفته شد، و این پردیس در سال 2016 افتتاح شد. امروزه پردیس لبنیات بخشی از دانشگاه واخنینگن (WUR) است. تمام فعالیت‌های پردیس لبنیات بر توسعه روش‌های پایدار برای تولید و فرآوری محصولات لبنی متمرکز است.
پردیس لبنیات جدا از جایگاهی که به عنوان یک مرکز دانش و تحقیقات دارد، یک بنگاه اقتصادی نیز هست. نیمی از کل درآمد حاصل از تأمین شیر به
فریزلند کمپینا و نیمی دیگر به حمایت مالی از تحقیقات علمی اختصاص پیدا می‌کند.